# Leptodactylus

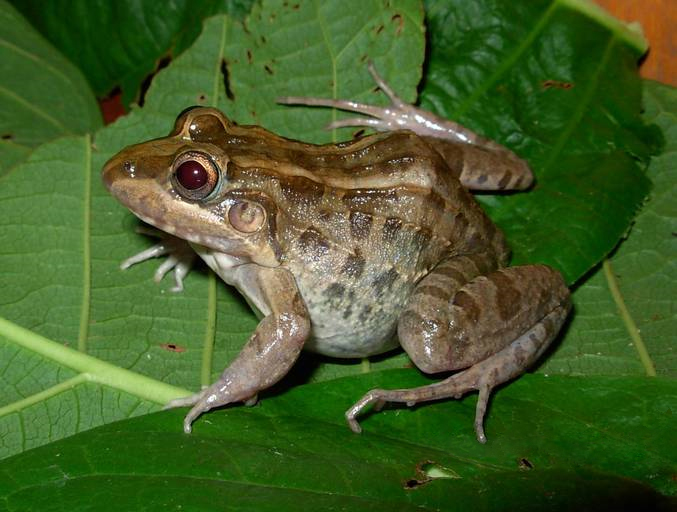
L. macrosternum

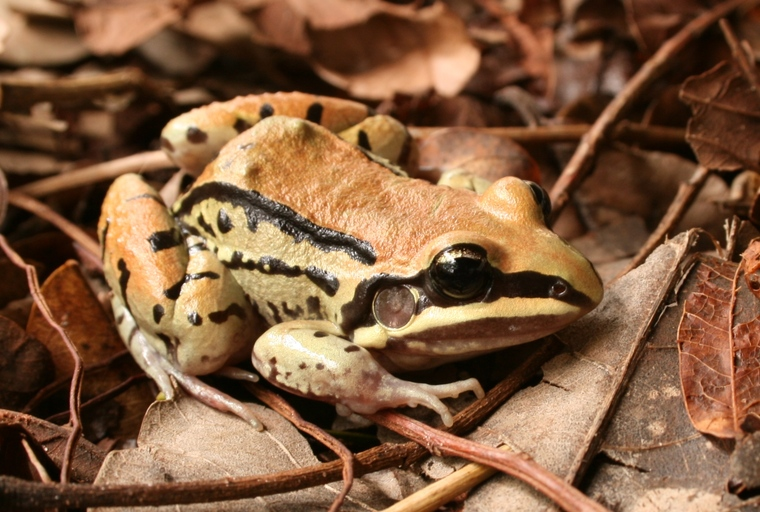
świstek białowargi (Leptodactylus mystacinus)

Leptodactylus – rodzaj płazów bezogonowych z podrodziny Leptodactylinae w rodzinie świstkowatych (Leptodactylidae).

## Zasięg występowania
Rodzaj obejmuje gatunki występujące w południowej Ameryce Północnej, Ameryce Południowej i Indiach Zachodnich.

## Systematyka

### Etymologia
- Leptodactylus: gr. λεπτος leptos „delikatny, drobny”[10]; δακτυλος daktulos „palec”[11].
- Cystignathus: gr. κυστις kustis „pęcherz”[12]; γναθος gnathos „żuchwa”[13]. Gatunek typowy: Cystignathus pachypus Wagler, 1830 (= Rana pachypus Spix, 1824 (= Rana latrans Steffen, 1815)).
- Gnathophysa: gr. γναθος gnathos „żuchwa”[13]; φυσα phusa „mieszek, pęcherz”[14]. Gatunek typowy: Rana labyrinthica Spix, 1824.
- Sibilatrix: łac. sibilatrix, sibilatricis „gwiżdżąca kobieta”, od sibilator, sibilatoris „gwiżdżący, od sibilare „gwizdać”, od sibilus „gwizdanie, sykanie”[15]. Gatunek typowy: Cystignathus gracilis A.M.C. Duméril & Bibron, 1841.
- Plectromantis: gr. πληκτρον plēktron „ostroga”; μαντις mantis, μαντεως manteōs „wieszcz, prorok” (tj. żaba drzewna)[5]. Gatunek typowy: Plectromantis wagneri Peters, 1862.
- Entomoglossus: gr. εντομος entomos „pocięty, poćwiartowany”; γλωσσα glōssa „język”[6]. Gatunek typowy: Entomoglossus pustulatus Peters, 1870.
- Pachypus: gr. παχυς pakhus „wielki, gruby”[16]; πους pous, ποδος podos „stopa”[17]. Gatunek typowy: nie podano (homonim Pachypus d’Alton, 1840 (Mammalia) i Pachypus Cambridge, 1873 (Arachnida)).
- Cavicola: łac. cavum, cavi „otwór, dziura”, od cavus „wydrążony”[18]; -cola „mieszkaniec”, od colere „mieszkać”[19]. Gatunek typowy: nie podany (homonim Cavicola Ancey, 1887 (Mollusca)).
- Vanzolinius: Paulo Emílio Vanzolini (1924–2013), brazylijski herpetolog[20]. Gatunek typowy: Leptodactylus discodactylus Boulenger, 1883.

### Podział systematyczny
Do rodzaju należą następujące gatunki:

- Leptodactylus albilabris (Günther, 1859)
- Leptodactylus apepyta[21] Schneider, Cardozo, Brusquetti, Kolenc, Borteiro, Haddad, Basso & Baldo, 2019
- Leptodactylus barrioi Alves da Silva, Magalhães, Thomassen, Leite, Garda, Brandão, Haddad, Giaretta & Carvalho, 2020[22]
- Leptodactylus bolivianus Boulenger, 1898
- Leptodactylus brevipes Cope, 1887
- Leptodactylus bufonius Boulenger, 1894 – świstek ropuchowaty[23]
- Leptodactylus caatingae Heyer & Juncá, 2003
- Leptodactylus camaquara Sazima & Bokermann, 1978
- Leptodactylus colombiensis Heyer, 1994
- Leptodactylus cunicularius Sazima & Bokermann, 1978
- Leptodactylus cupreus Caramaschi, Feio & São Pedro, 2008
- Leptodactylus didymus Heyer, García-Lopez & Cardoso, 1996
- Leptodactylus diedrus Heyer, 1994
- Leptodactylus discodactylus Boulenger, 1884
- Leptodactylus elenae Heyer, 1978
- Leptodactylus fallax Müller, 1926
- Leptodactylus flavopictus Lutz, 1926
- Leptodactylus fragilis (Brocchi, 1877)
- Leptodactylus fremitus Carvalho, Fouquet, Lyra, Giaretta, Costa-Campos, Rodrigues, Haddad & Ron, 2022
- Leptodactylus furnarius Sazima & Bokermann, 1978
- Leptodactylus fuscus (Schneider, 1799)
- Leptodactylus gracilis (A.M.C. Duméril & Bibron, 1840) – świstek żółtosmugi[23]
- Leptodactylus griseigularis (Henle, 1981)
- Leptodactylus guianensis Heyer & de Sá, 2011
- Leptodactylus hylodes (Reinhardt and Lütken, 1862)
- Leptodactylus insularum Barbour, 1906
- Leptodactylus intermedius Lutz, 1930
- Leptodactylus jolyi Sazima & Bokermann, 1978
- Leptodactylus kilombo Alves da Silva, Magalhães, Thomassen, Leite, Garda, Brandão, Haddad, Giaretta & Carvalho, 2020[22]
- Leptodactylus knudseni Heyer, 1972 – świstek zielonawy[24]
- Leptodactylus labrosus Jiménez de la Espada, 1875
- Leptodactylus labyrinthicus (Spix, 1824)
- Leptodactylus laticeps Boulenger, 1918
- Leptodactylus latinasus Jiménez de la Espada, 1875
- Leptodactylus latrans (Steffen, 1815)
- Leptodactylus lauramiriamae Heyer & Crombie, 2005
- Leptodactylus leptodactyloides (Andersson, 1945)
- Leptodactylus lithonaetes Heyer, 1995
- Leptodactylus longirostris Boulenger, 1882
- Leptodactylus luctator (Hudson, 1892)
- Leptodactylus macrosternum Miranda-Ribeiro, 1926
- Leptodactylus magistris Mijares-Urrutia, 1997
- Leptodactylus marambaiae Izecksohn, 1976
- Leptodactylus melanonotus (Hallowell, 1861)
- Leptodactylus myersi Heyer, 1995
- Leptodactylus mystaceus (Spix, 1824)
- Leptodactylus mystacinus (Burmeister, 1861) – świstek białowargi[24]
- Leptodactylus natalensis Lutz, 1930
- Leptodactylus nesiotus Heyer, 1994
- Leptodactylus notoaktites Heyer, 1978
- Leptodactylus oreomantis Carvalho, Leite & Pezzuti, 2013
- Leptodactylus paraensis Heyer, 2005
- Leptodactylus paranaru Magalhães, Lyra, Carvalho, Baldo, Brusquetti, Burella, Colli, Gehara, Giaretta, Haddad, Langone, López, Napoli, Santana, de Sá & Garda, 2020
- Leptodactylus pascoensis Heyer, 1994
- Leptodactylus payaya Magalhães, Lyra, Carvalho, Baldo, Brusquetti, Burella, Colli, Gehara, Giaretta, Haddad, Langone, López, Napoli, Santana, de Sá & Garda, 2020
- Leptodactylus pentadactylus (Laurenti, 1768) – świstek pięciopalcy[23]
- Leptodactylus peritoaktites Heyer, 2005
- Leptodactylus petersii (Steindachner, 1864)
- Leptodactylus plaumanni Ahl, 1936
- Leptodactylus podicipinus (Cope, 1862)
- Leptodactylus poecilochilus (Cope, 1862)
- Leptodactylus pustulatus (Peters, 1870)
- Leptodactylus rhodomerus Heyer, 2005
- Leptodactylus rhodomystax Boulenger, 1884
- Leptodactylus rhodonotus (Günther, 1869)
- Leptodactylus riveroi Heyer & Pyburn, 1983
- Leptodactylus rugosus Noble, 1923
- Leptodactylus sabanensis Heyer, 1994
- Leptodactylus savagei Heyer, 2005
- Leptodactylus sertanejo Giaretta & Costa, 2007
- Leptodactylus silvanimbus McCranie, Wilson & Porras, 1980
- Leptodactylus spixi Heyer, 1983
- Leptodactylus stenodema Jiménez de la Espada, 1875
- Leptodactylus syphax Bokermann, 1969
- Leptodactylus tapiti Sazima & Bokermann, 1978
- Leptodactylus troglodytes Lutz, 1926
- Leptodactylus turimiquensis Heyer, 2005
- Leptodactylus validus Garman, 1888
- Leptodactylus vastus Lutz, 1930
- Leptodactylus ventrimaculatus Boulenger, 1902
- Leptodactylus viridis Jim & Spirandeli Cruz, 1973
- Leptodactylus wagneri (Peters, 1862)
- Leptodactylus watu Alves da Silva, Magalhães, Thomassen, Leite, Garda, Brandão, Haddad, Giaretta & Carvalho, 2020[22]